# Scarpa d'oro 1979
La Scarpa d'oro 1979 è il riconoscimento calcistico che è stato assegnato al miglior marcatore assoluto in Europa tenendo presente le marcature segnate nel rispettivo campionato nazionale nella stagione 1978-1979. Il vincitore del premio è stato Kees Kist dell'AZ Alkmaar con 34 reti nell'Eredivisie.
| Pos | Campionato          | Nome          | Squadra    | Gol |
| --- | ------------------- | ------------- | ---------- | --- |
| 1   | Eredivisie          | Kees Kist     | AZ Alkmaar | 34  |
| 2   | Nemzeti Bajnokság I | László Fekete | Újpest     | 31  |
| 3   | Alpha Ethniki       | Thomas Mavros | AEK Atene  | 31  |